# 佟利
佟 利（とう り、生没年不詳）は、高句麗の遼東韓玄菟太守。漢人。佟利は安岳3号墳の被葬者の冬寿とも関係があるとみられる。

## 概要
1932年、平壌駅構内工事中に発見された塼築墳から出土した。この墓は、塼築墳から石室墳に移行する過渡期の様式を帯びており、「永和九年三月十日遼東韓玄菟太守領佟利造」と銘文されており、永和九年（353年）三月十日に遼東韓玄菟太守領である佟利がつくったという内容である。「遼東韓玄菟太守」という称号は永和九年（353年）という楽浪郡滅亡後であり、また「韓太守」という実際は存在しない称号を使用しているため、虚号とみられる。「遼東韓玄菟太守」の最初の「遼東」を称号ではなく出身地とみる見解があり、その解釈に従うと、遼東から楽浪郡に新移住してきた新興豪族となる。
「永和九年三月十日遼東韓玄菟太守領佟利造」の銘文をもつ墓磚が平壌駅構内工事中に発見されたが、磚室墓に使用されていた複数の紀年磚は、慶北大学博物館に収蔵されている。また国立中央博物館にも同墓出土の銘文磚が収蔵されている。この墓磚は、紀年のもつ特異性ゆえに発見当時から注目を集めており、梅原末治や小田省吾による報告・研究をはじめとして、これまでにも多くの論文に引用、言及されている。
墓磚にある「永和」とは東晋穆帝の年号である。楽浪郡は、313年に高句麗美川王に滅ぼされたため、この墓が造営された永和九年 (353年) には存在していない。また「遼東韓玄菟太守」の官職名にみえる遼東郡や玄菟郡の地は、当時、鮮卑の前燕の領土となっていた。つまり、この墓磚は、楽浪郡滅亡40年後も、故楽浪郡の故地にその遺民が居住し、高句麗や華北の一部を支配した前燕と反駁しながら、江南の東晋との何らかの関係を保っていた可能性を示す重要資料である。
冬寿の墓である安岳3号墳が所在している黄海道安岳郡は楽浪郡・帯方郡の存在地域にあたるため、冬寿は、楽浪郡・帯方郡の故地に安置されている。高句麗が楽浪郡・帯方郡を接収したのは313年頃であるが、支配は順調ではなく、高句麗が接収した楽浪郡・帯方郡故地を安定支配するには、楽浪郡・帯方郡民の協力が不可欠であり、高句麗が百済と対決するためにも楽浪郡・帯方郡民の協力は欠かせず、高句麗は楽浪郡・帯方郡故地に対して冬寿のような中国系移民を安置する措置を取ることで懐柔した。すなわち、冬寿が高句麗王権と楽浪郡・帯方郡民との関係構築で媒介的役割を果たしたと推測される。平壌駅構内で墳墓が出土した佟利も冬寿と同様の役割を担ったとみられており、複数の中国系移民が高句麗の楽浪郡・帯方郡故地支配と関係し、中国系移民が高句麗が直面していた国家的問題の解決に動員されたことが推測される。